# NGC 4940
NGC 4940 је спирална галаксија у сазвежђу Кентаур која се налази на NGC листи објеката дубоког неба.
Деклинација објекта је - 47° 14' 13" а ректасцензија 13h 5m 0,2s. Привидна величина (магнитуда) објекта NGC 4940 износи 12,4 а фотографска магнитуда 13,3. NGC 4940 је још познат и под ознакама ESO 269-42, IRAS 13021-4658, PGC 45235.